# Frigidarij
Frigidarij je jedna od tri glavne kupatila u rimskoj kupelji ili termama, odnosno rashladna soba. Često sadrži bazen.
Slijed kupališnih radnji u termama nije sa sigurnošću poznat, ali se smatra da je kupač najprije prolazio kroz apoditerij, gdje bi se svlačio i spremao odjeću, a zatim ulazio u elaeothesium ili unctuarium kako bi se namazao uljem. Nakon vježbanja u posebnoj prostoriji ili dvorištu, uživao bi u vrućoj sobi, poznatoj kao calidarium ili caldarium, zatim u parnoj sobi (vlažni sudatorium ili suhi laconicum), gdje bi najvjerojatnije sastrugao dosad prljavo ulje uz pomoć zakrivljenog metalnog strigila s kože, prije nego što se konačno preselio u frigidarium s malim bazenom hladne vode ili ponekad s velikim bazenom (iako je ovaj, za razliku od piscina natatoria, obično bio pokriven). Voda se također može održavati hladnom pomoću snijega.  Kupač bi završio ponovnim mazanjem tijela uljem.
Frigidarij se obično nalazio na sjevernoj strani termi.  Najveći primjeri frigidarija bili su u Rimu: onaj iz Karakalinih termi, smješten ubrzo nakon ulaza, dimenzija 58 x 24 m, i onaj Dioklecijanovih termi, prekriven preponastim svodom.  

## Povijest
Italija je u početku imala jednostavne kupke bez kada, lavatrine. Sve veća helenizacija Italije dovela je do razvoja kupatila i javnih kupatila. Na kraju su individualne stojeće kade s toplom vodom zamijenjene zajedničkim bazenima i razvojem hipokaustnog grijanja. To je dovelo do različitih tipova grijanih prostorija uključujući kaldarij, tepidarij, lakonij ili sudatorij i frigidarij.

### Koristite kao židovskumikvei/ili kršćanski bazen za krštenje
Postoje primjeri iz hasmonejskih i herodijanskih palača u Judeji (npr Jerihon, Herodium), gdje su židovski ritualni bazeni za uranjanje ili mikva'ot bili smješteni u frigidariju privatnih kraljevskih kupališta.
Rimsko osmerokutno kupalište, c. Promjera 14,5 m, sa središtem oko osmerokutnog bazena frigidarija preko 4 m i s velikim cjevovodom od opeke za dovod hladne vode, vjerojatno datiran u 330.-335. CE u vrijeme Konstantina Velikog, iskopan je na Bax Farmu, Teynham, Kent. Pretpostavljalo se da se osmerokutni frigidarij mogao koristiti za kršćansko krštenje ili kao židovski ritualni bazen za uranjanje.

## Vanjske poveznice
|  | Zajednički poslužitelj ima još gradiva o temi Frigidarij |